# 畳彩区
畳彩区（ちょうさい-く）は中華人民共和国広西チワン族自治区桂林市に位置する市轄区。

## 行政区画
- 街道:畳彩街道、北門街道
- 郷:大河郷

## 交通

### 鉄道
- 中国国家鉄路集団
  - 貴広旅客専用線、衡柳線
    - 桂林北駅